# 中村香住
中村 香住（なかむら かすみ、1991年 ‐ ）は、日本の社会学者。
専門は文化社会学、ジェンダー・セクシュアリティ研究。メイドカフェにおける労働に関する研究のほか、クワロマンティックについての発信でも知られる。

## 経歴
1991年、神奈川県生まれ。慶應義塾大学文学部人間科学専攻を卒業後、同大学の社会学研究科社会学専攻で修士課程修了、後期博士課程単位取得退学。2024年に「メイドカフェにおける女性の労働経験：第三波フェミニズムの視点から」で博士（社会学）を取得する。
レズビアンおよびクワロマンティックであることをオープンにしており、レズビアン当事者としてイベントの主催、講師業、執筆活動などを行っている。また、NPO法人秋葉原で社会貢献を行う市民の会リコリタのスタッフを務めている。

## 著書

### 共編著
- 香月孝史・上岡磨奈・中村香住編著、『アイドルについて葛藤しながら考えてみた――ジェンダー／パーソナリティ／「推し」』 青弓社、ISBN 9784787274496
- 永田大輔・松永伸太朗・中村香住編著、『消費と労働の文化社会学――やりがい搾取以降の「批判」を考える』 ナカニシヤ出版、ISBN 9784779516900

### 共著
- 『私たちの「戦う姫、働く少女」』堀之内出版、2019年
- 『ふれる社会学』北樹出版、2019年
- 『「百合映画」完全ガイド』星海社新書、2020年
- 『ガールズ・メディア・スタディーズ』北樹出版、2021年
- 『アニメと場所の社会学――文化産業における共通文化の可能性』 ナカニシヤ出版、2024年

### 翻訳
- アンジェラ・マクロビ―、『クリエイティブであれ――新しい文化産業とジェンダー』 （田中東子, 中條千晴, 竹﨑一真, 中村香住訳）花伝社、ISBN 4763420275

## 監修
- ラジオドラマ「FMシアター『彼女たちの夜明け』」（2025年7月26日、NHK-FM、脚本：山田由梨） - 若林佑真と共にジェンダー・セクシュアリティ考証[6][7]